# パテント (機関誌)
『パテント』誌とは、日本弁理士会 (旧: 弁理士会) が発行する機関誌であり、定期刊行の月刊『パテント』および不定期刊行の別冊『パテント』の総称である。英語の Patent には特許の意味があり、その名のとおり同誌では、特許や商標を中心とした知的財産権に関連する専門論文や業界動向などのコラムが掲載される。1932年 (昭和7年) に前身となる『特許と商標』誌の題号で創刊し、1948年 (昭和23年) に『パテント』へと改題。2017年 (平成29年) 3月時点の発行部数は12,500冊である。
弁理士資格を有する日本弁理士会の会員、あるいは知的財産権の実務・研究に従事する専門家からの寄稿のみを掲載対象としており、掲載前には査読を実施して内容の質を担保している。定期刊行、別冊いずれも日本弁理士会の会員に対して発送されるほか、会員以外の一般購読を受け付けており、また特許庁、裁判所、図書館、大学といった公共性の高い機関にも配布されている。

## 沿革
- 1932年 (昭和7年)7月、弁理士会が『特許と商標』の題号で機関誌を創刊[1][2]。
- 1934年 (昭和9年)、『特許と商標』の発行頻度が隔月から月刊に変更[6]
- 1944年 (昭和19年)11月、第二次世界大戦という非常時に『特許と商標』の最終号を発行[1]。
- 1948年 (昭和23年)、機関誌の題号を『パテント』に変更し、復刊[1][2]。
- 弁理士会から日本弁理士会への改称に伴い、58巻1号 (2005年1月) より発行人の名称も日本弁理士会に変更[2]。
- 2010年（平成22年）4月に付属機関として広報センターが設立されたことに伴って、広報センター会誌編集部が会誌パテントを発行するようになった。以前はパテント編集委員会が発行していた。
- 2022年（令和4年）１月に発行された月刊『パテント』2022年1月号より、紙冊子からデジタル版に移行し、日本弁理士会の会員専用ウェブサイトで閲覧できる。
- 2023年（令和5年）4月に発行される月刊『パテント』2023年4月号より、2段組が1段組に変更する。

## 『特許と商標』
戦前に発行されていた『特許と商標』の内容は、令和時代の月間『パテント』及びJPAAジャーナルが一体になったものに対応する。サイズはA5判。

## 月刊『パテント』

### 概略
2010年（平成22年）3月以前は、日本弁理士会に設置されたパテント編集委員会が月刊『パテント』の編集を担当した。
2010年（平成22年）4月以降は、日本弁理士会の付属機関である広報センター内に設置された会誌編集部が月刊『パテント』の編集を担当する。知的財産の最新トピックスや研究成果などを広く発信する。毎月1回、10日に発行。月間『パテント』に掲載される論文は、特集と一般に大別される。

### 編集体制
パテント編集委員会の時代であっても、広報センター会誌編集部の時代であっても、６つの班に分かれていて、１つの班が2か月分の月刊『パテント』を担当する。例えば、ある班は1月号と7月号を担当し、別の班は2月号と8月号を担当する。各班の班長がその月の編集長となる。即ち、６人の編集長がローテーションしている。
2017年度以前は、特集原稿も一般原稿も同じ班が担当していた。一方、2018年度以降は特集原稿を担当する班と一般原稿を担当する班が分離した。

### 特集
特集は、会誌編集部の各班が企画するのだが、具体的には会誌編集部内の班が特集テーマを選定し、更に、特集テーマに沿って数人の執筆者を選定し、執筆を依頼する。通常、特集テーマは一つであるが、例外的に二つの特集テーマのときがある。
日本弁理士会の会員、知的財産権の実務又は研究に従事する専門家に執筆を依頼することが多いが、特集テーマによっては、日本弁理士会の会員でなく、かつ、知的財産法と無関係の専門家に執筆を依頼することがある。
ただし、毎月5月号の特集テーマは知的財産権誌上研究発表会であり、会誌編集部が執筆者に原稿を依頼することなく、寄稿された論文を掲載する。この誌上研究発表会の投稿者は、日本弁理士会の会員に限定されておらず、法科大学院の学生なども投稿している。例えば、2022年5月号は「知財実務・弁理士実務に関係する調査」がテーマとなっている。
文字数としては、2万字 (誌面10ページ分相当)以下に制限されているが、誌上研究発表会では1万４千字以下となっている。
特集の例示は下記の通り。
- 2023年4月号　北米の知財／通巻900号記念[15]
- 2023年5月号　第28回知的財産権誌上研究発表会[16]

- 2023年6月号　知財と外国語／商品形態[17]

- 2023年7月号　知財関係者の自叙伝[18]
- 2023年8月号　知的財産権とお金[19]

### 一般
一方、一般では、会員、知的財産の実務者、研究者などが寄稿した原稿を掲載している。研究者は広く解釈されており、法科大学院の学生であっても、知的財産法が専門であれば、研究者とされる。文字数は５千字以上、２万字以下である。テーマは知的財産に関するものに限定されている。

### 査読
特集原稿の査読は、特集を企画した班が査読する。特集原稿であっても、一般原稿であっても、掲載前に編集者が査読して、必要に応じて筆者に修正を依頼して内容の質を担保している。たとえば、既に発表されている他論文の寄せ集めにすぎないものや、特定の企業・商品宣伝などは不掲載の方針である。また二重投稿を防止する観点から、未発表論文のみを受け付けており、査読から掲載までの待機中に他誌への同一論文の投稿も禁止されている。

### 書式
特許庁に提出する書類の書式と似ているという特徴がある。
原稿はA４用紙で縦長である。フォントサイズは12ポイント。
原稿の構造としては、タイトル、著者の氏名、要約、目次、本文という順序となるが、以下、これらについて概説する。
タイトルは日本語及び英語の双方で記載する。
著者の氏名は、漢字表記又はカタカナ表記だけでなく、アルファベット表記も併記する。
要約は400文字前後。
元号が平成から令和に変わる頃から、目次は、下記のような見出しで記載するのが推奨されていたのだが、令和4年１月頃から見出しの書式を統一することになった。
１．はじめに
２．○○○
２．１　○○○
　（１）　○○○
　（２）　○○○
２．２　○○○
N．おわりに
ここで、Nは自然数である。
2020年度、2021年度に発行されている月刊パテントを参照すると、見出しの第一レベルがアラビア数字で表記された自然数という点は遵守されている。一方、見出しの第ニレベル（「２．１」「２．２」のような表記）については概ね遵守されているが、例外も散見される。
また、本文の冒頭が、「１．はじめに」になっているかという点については、「１．緒言」のような表現も許容されている。
一方、本文の最後が「おわりに」となっているかという点については、概ね遵守されているが、例外も散見される。例外としては、「おわりに」というような見出しが一切、表記されていない原稿がある。

### 著作権など
『パテント』に掲載後も執筆内容そのものの著作権は筆者に帰属し続ける。ただし、筆者は『パテント』誌掲載から1か月以内は他所への転載を禁じられている。掲載後、日本弁理士会が著者に対して原稿料として7,000円 (税別、平成30年3月時点) を支払う。

## 別冊『パテント』
日本弁理士会の付属機関である日本弁理士会中央知的財産研究所が研究成果を別冊『パテント』にまとめて、不定期に刊行している。1年に2 - 3冊程度、発行している。

### 各号の特集
バックナンバーは以下のとおり。
- 第1号「商標の使用について」　　平成21年3月30日発行
- 第2号「特許法104条の3に関する研究」　平成22年2月8日発行
- 第3号「進歩性について」　平成22年3月26日発行
- 第4号「訂正・補正を巡る諸問題」　平成23年3月14日発行
- 第5号「商標の基本問題について」 平成23年3月30日発行
- 第6号「審判及び関連する制度の研究（中間報告）」　平成23年7月29日発行
- 第7号「審判及び関連する制度の研究（最終報告）」　平成23年12月22日発行
- 第8号「商標の基本問題−混同を巡る諸問題−」　平成24年12月20日発行
- 第9号「明細書を巡る諸問題」　平成25年2月20日発行
- 第10号「知的財産権侵害に基づく差止請求権を巡る諸問題」　平成25年3月22日発行
- 第12号「間接侵害に関する研究」　平成26年9月30日発行
- 第16号「知的財産と国境」「進歩性について-更なる研究-」　平成28年11月30日発行
- 第17号「新商標制度の総合的検討」　平成29年10月31日発行
- 第18号「損害賠償論-更なる研究-」平成29年12月31日発行
- 第19号「知的財産権訴訟における証拠」 平成30年3月15日発行
- 第20号「特許クレーム解釈と記載要件」 平成30年9月30日発行
- 第21号「周知・著名商標の保護」 平成31年3月31日発行
- 第22号「イノベーション推進に向けた特許の保護対象」　令和元年10月31日発行

## 事業運営と配布

### 2021年12月号まで
日本弁理士会の月会費に月刊パテント及び別冊パテントの購読料は含まれている。日本弁理士会の会員に対して発送されるほか、会員以外の一般購読を受け付けており、また特許庁や裁判所、図書館や大学といった公共性の高い機関にも配布されている。法学部が設置されている大学の多くでは、大学図書館に『パテント』のバックナンバーが揃っている。
弁理士会が1922年に設立されると、『パテント』誌の前身発行から6年後の1938年には弁理士法が改正され、日本で弁理士業を営むには弁理士会への登録が義務付けられることとなった。これに伴って弁理士は一時期激減するもその後は増え続け、2019年 (平成31年) 3月末時点で弁理士登録者数は11,336人 (特許業務法人を除く) に達している。弁理士登録会員へ『パテント』誌を配布していることから、2017年3月時点の発行部数は12,500冊となっている。
『パテント』誌の印刷・配布に係る収支は、日本弁理士会の一般会計に計上されている。令和元年度 (2019年4月1日から2020年3月31日まで) を例にとると、同誌に関連する収入は年間900万円を超えており、その内訳は一般からの購読料収入が4,148,228円、誌面掲載広告料収入が4,997,840円となっている。
月刊『パテント』の会員発送時には、以下の印刷物も同封されている。
- 別冊『パテント』-- なお、別冊『パテント』の巻番号は月刊『パテント』の巻番号と同一である[要出典]。
- 「弁政連フォーラム」-- 日本弁理士政治連盟広報委員会の編集する、月刊機関紙。令和2年度は計4ページで構成[要出典]。
- 「JPAAジャーナル」 -- 日本弁理士会会報であり、毎月発行。総会及び常議員会の決議、例規の改正などが公示される[要出典]。
- 「Patent Attorney」 -- 日本弁理士会広報誌であり、日本弁理士会広報センター第3事業部が編集し、日本弁理士会が年に4回発行する。令和2年度はカラー印刷で4ページ[24]。
- 「日本弁理士共同組合のお知らせ」 -- 日本弁理士協同組合の月刊発行。雑誌のように製本されておらず、A4サイズのチラシ形式[25]。

### 2022年1月号以降

#### パテント
DXという潮流に鑑みて、月刊パテント2022年1月号から紙媒体からデジタル媒体に移行し、日本弁理士会の会員専用ウェブページに掲載されたデジタル媒体にアクセスすることができるようになった。従前、冊子に印刷された形態のままｐｄｆ形式のデジタルデータに変わった。
2022年1月号以降であっても、希望者に対しては、従来通り、印刷された紙媒体を発送する。日本弁理士会の会員の場合には、年間購読料は6600円。会員でない場合には、年間購読料は11000円。会員以外の年間購読料は従来の紙媒体の年間購読料と同一である。

#### JPAAジャーナル
2022年1月以降、2か月に一回、発行する。2022年1月及び3月は、15日に会員に発送する。
2022年4月以降は、25日に会員に発送する。
日本弁理士協同組合のお知らせ、弁政連フォーラムなどは、JPAAジャーナルと一緒に会員に発送する。

### バックナンバー
月刊パテント及び別冊パテントのバックナンバーは、ウェブサイトを通じて、日本弁理士会の会員に限られず、一般に公表されている。月刊パテントは日本弁理士会の会員専用サイトを通じて配布された日から約2か月経過後に一般に公表される。

## 類似の他社・他団体出版物
一般財団法人 知的財産研究教育財団知的財産研究所 (IIP) が運営する知財図書館が保有する日本語の雑誌に『パテント』誌は含まれている。参考までに、『パテント』誌と類似する知的財産権関連の雑誌を挙げると、論文誌『特許研究』(独立行政法人 工業所有権情報・研修館 (INPIT) 発行)、『日本知財学会誌』(日本知財学会発行)、『日本商標協会誌』(日本商標協会発行)、『IPジャーナル』(知的財産研究教育財団発行)、『企業と知的財産』(日本科学振興財団発行、「月刊特許と企業」改題)、『ジュリスト』(有斐閣発行、法律全般の専門誌)、『コピライト』(著作権情報センター (CRIC) 発行) などがある。また特許庁が広報誌の位置づけで『とっきょ』を発行しており、製本版だけでなくウェブデジタル版も閲覧できる。更に、発明推進協会が月刊『発明』を発行している。

### 自由と正義
日本弁護士連合会が毎月発行する『自由と正義』は、弁護士の懲戒処分を掲載するのに対して、月刊『パテント』は、弁理士の処分を掲載していない。日本弁理士会が発行するJPAAジャーナルに、弁理士の処分が掲載されている。